# Pilea heteroneura
Pilea heteroneura är en nässelväxtart som beskrevs av August Heinrich Rudolf Grisebach. Pilea heteroneura ingår i släktet pileor, och familjen nässelväxter. Inga underarter finns listade i Catalogue of Life.